# Paul Barruel
Pour les articles homonymes, voir Barruel.
Paul Barruel, né à Paris le 15 février 1901 et mort à Chambéry le 2 mars 1982, est un ingénieur et dessinateur, aquarelliste, illustrateur et naturaliste français.

## Biographie
Né le 15 février 1901 dans le 15e arrondissement de Paris, Paul-Louis-Ernest-Adrien Barruel est le fils de Louisa-Émilie Cojean (1879-19..) et de Georges-Ernest Barruel (1873-19..), industriel. Il est le petit-fils de Paul-Auguste Barruel (1841-1931), chimiste-manufacturier, maire du 15e arrondissement entre 1914 et 1931.
Successivement élève au lycée Buffon puis au lycée Saint-Louis, tous deux à Paris, il obtient son baccalauréat en 1918. L'année suivante, il est reçu au concours d'entrée à l'École centrale des arts et manufactures de Paris. Il y préparera une spécialité de constructeur et obtiendra son diplôme d'ingénieur en 1922.

Après son service militaire (mai 1922-novembre 1923), il entre comme agent technique à la Société des transports en commun de la région parisienne (qui deviendra la RATP en 1948) en mars 1924. Dans cet emploi qu'il quitte le 1er décembre 1941, il participera notamment à la rénovation du funiculaire de Montmartre.
Très tôt, et bien que citadin, il s'intéresse à la nature qui l'entoure, tant dans Paris que lors de ses vacances et de ses voyages. Sa formation d'ingénieur, qui comprenait un volume important de cours de dessin et de croquis techniques, avait sans doute favorisé son penchant pour les formes et les structures. Au cours des années 1920, il commence à sculpter des animaux dans le bois. Il expose d'ailleurs certaines de ses œuvres au Salon des indépendants de Paris en 1928, ainsi qu'à plusieurs reprises au Salon des animaliers.
L'observation de la nature deviendra rapidement une passion et, dans les années 1930, il remplit des carnets de croquis d'animaux et de plantes rencontrés lors de ses excursions. Cette évolution s'accompagne du désir de nommer et surtout de connaître les espèces qu'il rencontre et dessine. Il ne tardera pas à se rapprocher du monde des naturalistes, et publiera sa première note d'ornithologie en 1934. Dès lors, il multiplie avec son épouse les voyages à but naturaliste : le Maroc en 1936, l'Espagne en 1936, la Bretagne et l'Algérie en 1937, la Camargue en 1940… C'est également au cours de cette période qu'il commence à s'intéresser à l'aquarelle, technique qu'il maîtrisera rapidement et à laquelle il restera fidèle sa vie durant, avec quelques essais à la gouache et au pastel.
Au cours de l'hiver 1942, alors qu'il a quitté son emploi d'ingénieur à la fin de 1941 et qu'il lui faut trouver un moyen de gagner sa vie, il se décide à présenter son travail au Muséum national d'histoire naturelle. L'accueil de Jacques Berlioz, alors sous-directeur du Laboratoire de zoologie des mammifères et oiseaux et lui-même aquarelliste, est chaleureux. A cette rencontre, assistait Robert Daniel Etchecopar qui, admiratif de son talent, devint son ami et mécène pendant  quarante ans. En dépit du contexte difficile, en particulier pour l'activité scientifique, en raison du conflit mondial, les premières commandes ne tarderont pas.
En 1942, il publie sa première planche d'aquarelles dans un article signé de sa main sur ses observations de 1938 et 1939 dans le Cap Sizun, en Bretagne.